# Until the Night
〈Until the Night〉는 1978년 발매된 빌리 조엘의 음반 《52nd Street》에 수록된 노래이다. 이 노래는 라이처스 브라더스의 영향을 받아 만들어진 곡이다.
1979년 3월 〈My Life〉에 이어 《52nd Street》의 두 번째 싱글로 발매된 〈Until the Night〉은 영국 싱글 차트에서 50위를 기록했다.
〈Root Beer Rag〉, 〈Big Shot〉, 〈Just The Way You Are〉과 같이 다양한 B 사이드를 포함하고 있는 다양한 버전의 싱글이 존재한다.(모두 CBS 레이블)
〈Until the Night〉는 2005년 발매된 4개의 CD와 1개의 DVD로 구성된 빌리 조엘의 박스 세트 《My Lives》에도 수록되었다.

## 곡에 참여한 사람들
- 빌리 조엘 – 어쿠스틱 피아노, 보컬
- 도그 스테그메이어 – 베이스, 코러스
- 리버티 드비토 – 드럼
- 리치 카나타 – 색소폰, 오르간
- 스티브 칸 – 전기 기타, 어쿠스틱 기타, 코러스
- 데이비드 프리드먼 – 튜블러 벨, 퍼커션
- 휴 맥크라켄 – 나일롱 스트링 기타
- 로버트 프리드만 – 호른과 스트링 오케스트레이션

## 차트
| 1979년         | 순위 |
| -------------- | ---- |
| 영국 싱글 차트 | 50   |